# Эуксинолаурия стекловидная
Эуксинолаурия стекловидная (лат. Euxinolauria vitrea) — брюхоногий моллюск рода Euxinolauria семейства Оркулиды из отряда геофилы. 
Эуксинолаурия стекловидная имеет овально-цилиндрическую раковину. Раковина данного вида просвечивается (отсюда название), имеет слегка притупленную вершину. Высота раковины — 4,1 мм; диаметр — 2,3 мм.
Обитает только на Западном Кавказе. Известное место обитания — Верхнеказачебродская пещера на реке Мзымте. Особенности биологии и экологии вида не изучены. Хозяйственная деятельность человека, влияющая на особенности внутри пещеры, также влияет на распространённость данного вида.
Включён в Красную книгу Краснодарского края. Статус 2 — «Уязвимый». Согласно критериям Красного Списка МСОП, единственная известная популяция относится к категории «Уязвимые».
Необходимы дополнительные меры охраны вида, в частности включение в перечень охраняемых объектов Сочинского национального парка, лимитированная рекреационная нагрузка, а также запрет искусственного освещения и проведения любых строительных работ внутри Верхнеказачебродской пещеры.